# Hjalmar Bergman
Hjalmar Fredrik Elgérus Bergman, född den 19 september 1883 i Örebro, död den 1 januari 1931 i Berlin i Tyskland, var en svensk författare. Han är hågkommen för genombrottsverket Markurells i Wadköping och relaterade verk.

## Biografi
Hjalmar Bergman växte upp med två systrar i Örebro och i ett borgerligt hem, som barn till bankkamrer Claes Bergman och Fredrique Bergman, född Elgérus. I skolan var han mycket ensam och överviktig, och mobbades av sina klasskamrater för detta, vilket satte djupa spår i honom genom hela hans liv. Hans mentala hälsa skulle aldrig komma att vara den allra bästa. Bergman ifrågasatte hela livet sin sexualitet och hade vid sidan av sin fru flera homosexuella relationer, främst med yngre män.

### Karriär och vuxenliv
Efter att ha tagit studenten tillbringade han ett år i Florens i Italien, innan han 1905 debuterade med ett läsdrama, Maria, Jesu moder, vilket inte fick något större genomslag. År 1908 gifte han sig med Stina Lindberg (dotter till teatermannen August Lindberg) och två år senare fick han ett mindre genombrott med sin roman Hans nåds testamente, ett verk som skrevs i Rom under parets italienska vistelse 1909–1911.
I och med detta verk introducerades också vad som kallas hans Bergslagsromaner, till vilka också Vi Bookar, Krokar och Rothar (1912) samt Loewenhistorier (1913) hör. Gemensamt för dessa verk är främst den miljö där de utspelar sig, Bergmans hemtrakter i Bergslagen och där handlingen ofta är förlagd till den fiktiva staden Wadköping. Också det stora genombrottsverket Markurells i Wadköping från 1919 räknas till denna grupp romaner. Verket blev genast mycket populärt och dramatiserades snart (1931 kom en film av Victor Sjöström). Genomgående kan sägas att samtliga Bergmans verk kännetecknas av ett brokigt persongalleri och ett långt drivet fantasteri. Stilen är alltid medryckande, ibland burlesk och ironisk, men konsekvent genomsyrad av mänsklig medkänsla. Han räknas som en av Sveriges stora epiker.
Privat var Bergman mycket instabil. Han hade under större delen av sitt vuxna liv stora missbruksproblem och drabbades återkommande perioder av depression. Under 1920-talet gick han ner sig allt mer i sitt drogmissbruk och sin alkoholism, men trots detta fortsatte emellertid den litterära produktionen mycket punktligt. Farmor och Vår Herre (1921, senare TV-serie med Karin Kavli), Jag, Ljung och Medardus (1923), Chefen fru Ingeborg (1924), Flickan i frack (1925) och Kerrmans i Paradiset (1927) skrevs, främst under somrarna som han tillbringade i sitt sommarhus på Segholmen utanför Dalarö, varvat med perioder i dryckenskap.

### Intressen och senare år
Hjalmar Bergman var även mycket intresserad av en av sin samtids nya innovationer, filmmediet, och skrev i samarbete med Victor Sjöström mycket för film. År 1919 filmatiserades Hans nåds testamente och 1924 tillbringade Bergman också fyra månader i Hollywood där han bland annat var med om att utveckla en ny teknik för ljussättning som senare skulle bli standard under filminspelningar under lång tid framöver.
Det var genom filmen Bergman lärde känna skådespelaren Gösta Ekman d.ä. som han umgicks mycket med under sina dekadenta sista år och som skulle komma att bli en av de personer som kom Bergman allra närmst. Det var också till Ekman han dedicerade sin sista roman Clownen Jac (1930), till vilken skådespelaren delvis varit en förebild samtidigt som verket bär starka självbiografiska drag.
Hjalmar Bergman avled på nyåret 1931 i Berlin, förmodligen i en kombinerad överdos av morfin och alkohol; det förekommer än i dag spekulationer om huruvida det var ett självmord eller en olyckshändelse. Han är begravd på Norra kyrkogården i Örebro.

## Hjalmar Bergmans litterära värld

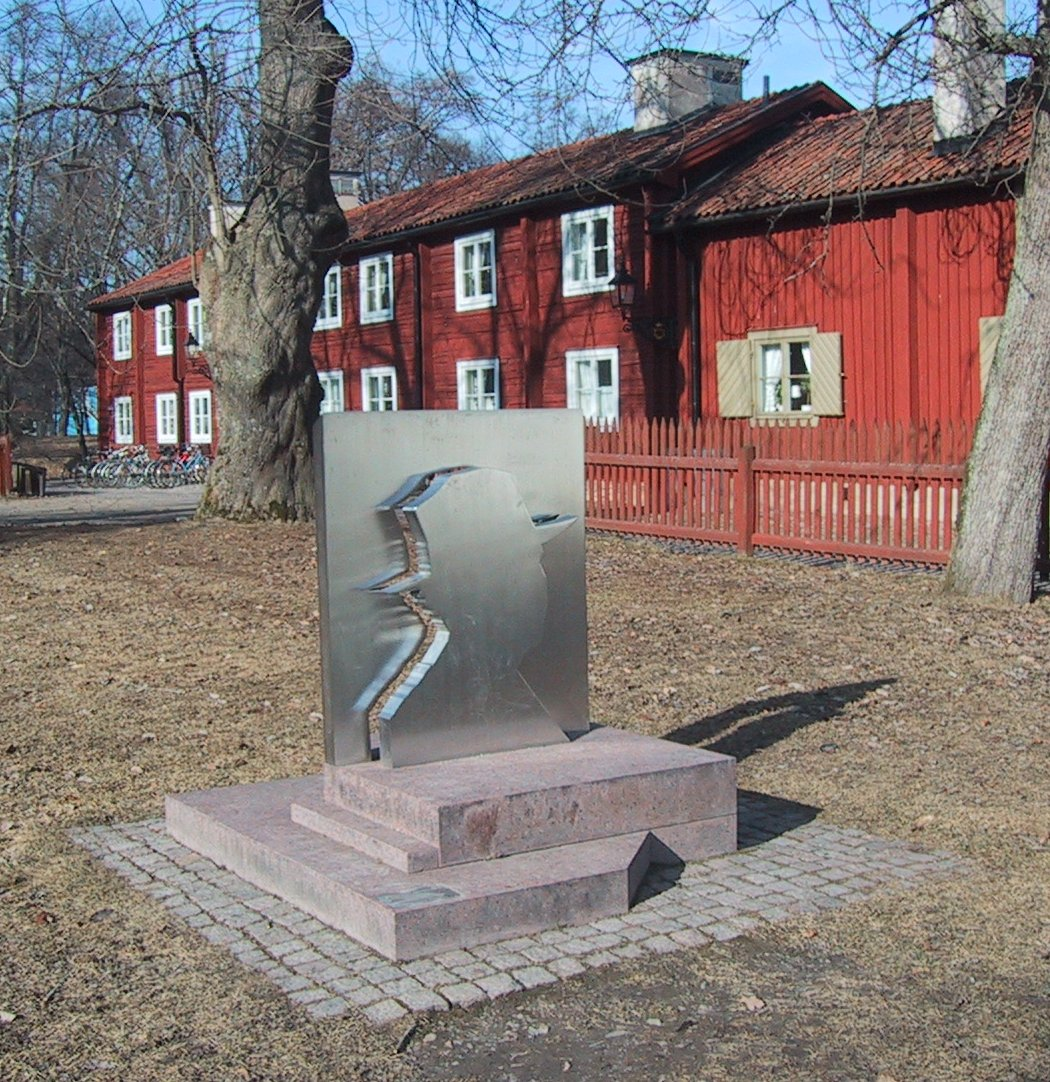
Profil av Hjalmar Bergman, skuren i stål, staty vid kulturreservatet Wadköping i Örebro.

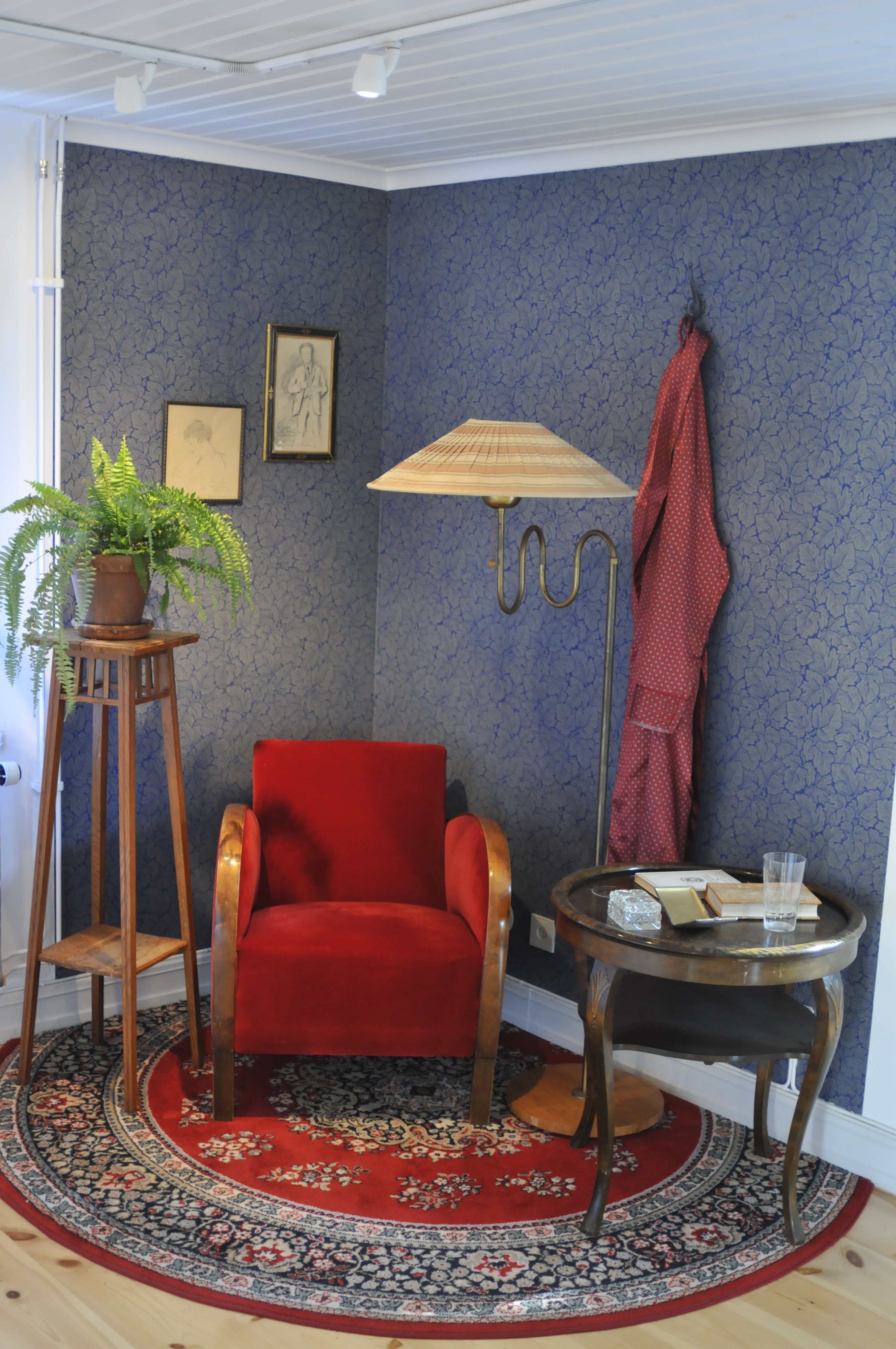
Interiörbild från museet i Wadköping.

Flera av Bergmans romaner utspelade sig i det fiktiva Wadköping, och flera av personerna i romanerna figurerar i flera av hans verk.
- Hans nåds testamente: Julia Hyltenius, Roger Bernhusen de Sars, Per Hyltenius, Blenda Hyltenius, Björner
- Markurells i Wadköping: Elsa de Lorche, Louis de Lorche, lektor Barfoth, herr Markurell, Johan Markurell, fru Markurell, perukmakare Ström, von Battwyhl (I Wadköping)
- Farmor och vår Herre: Jonathan 'Nathan' Borck (I Wadköping)
- Jag, Ljung och Medardus: lektor Barfoth, herr Markurell, familjen de Lorche, Bror Benjamin Carlander, Roger Bernhusen de Sars, Arnfelt, lektor Holmin (I Wadköping)
- Chefen fru Ingeborg: Louis de Lorche, Julia Koerner, Elsa de Lorche, Kurt Balzar
- Flickan i frack: Julia Hyltenius, lektor Holmin, Ludwig von Battwyhl, Lotten Brenner, Johan Markurell, fru Markurell, Björner (I Wadköping)
- Lotten Brenners ferier: Ludwig von Battwyhl, Lotten Brenner
- Swedenhielms: Julia Koerner (född Swedenhielm)
- Clownen Jac: Jonathan 'Nathan' Borck
- Jonas och Helen: Jonas Kerrman
- Kerrmans i paradiset: Jonas Kerrman, Bourmaister
- Herr von Hancken: Bror Benjamin Carlander, von Battwyhl (I Wadköping)
- Två släkter: Jörgen Siedel, Jan Erse
- Dansen på Frötjärn: Bourmaister, von Battwyhl, Rygell
- Knutsmässo marknad: Jörgen Siedel, Jan Erse, Bourmaister
- Herr Markurells död: perukmakare Ström
- Mor i Sutre: Arnfelt
- En döds memoarer: Arnfelt
- Vi Bookar, Krokar och Rothar: Roger Bernhusen de Sars, lektor Holmin, Per Hyltenius, Blenda Hyltenius, Siedel
- Dollar: Kurt Balzar, Ludwig von Battwyhl

### Romaner
- Solivro : prins af Aeretanien. Stockholm: Ljus. 1906. Libris 14610711 Fulltext: Göteborgs universitetsbibliotek, Litteraturbanken.
- Blå blommor. Stockholm: Ljus. 1907. Libris 14635154 Fulltext: Göteborgs universitetsbibliotek, Litteraturbanken.
- Savonarola; 1909, reviderad version 1928
- Hans nåds testamente; 1910
- Vi Bookar, Krokar och Rothar; 1912
- Loewenhistorier; 1913
- Komedier i Bergslagen I–III; 1914–1916
  - I:Två släkter, 1914
  - II:Dansen på Frötjärn, 1915
  - III:Knutsmässo marknad; 1916
- Falska papper (följetong i Bonniers Månadshäften, förströelselitteratur i form av en föregiven förstapersonsredogörelse av vad en viss "Holger Brate" varit med om) ; 1915
- Mor i Sutre; 1917
- En döds memoarer; 1918
- Markurells i Wadköping; 1919
- Herr von Hancken; 1920
- Farmor och Vår Herre; 1921
- Eros' Begravning; 1922
- Jag, Ljung och Medardus; 1923
- Chefen fru Ingeborg; 1924
- Flickan i frack; 1925
- Jonas och Helen; 1926
- Kerrmans i paradiset; 1927
- Lotten Brenners ferier; 1928
- Clownen Jac; 1930

### Noveller
- Amourer. Stockholm: Bonnier. 1910. Libris 1611717. https://urn.kb.se/resolve?urn=urn:nbn:se:lb-lb1611717-etext
- Noveller; (41) 1913–1920, bl.a. publicerade i Hvar 8 Dag och Bonniers Månadshäften
- Herr Markurells död; publicerad i Vintergatan 1922
- Loewennoveller (4); 1915–1926
- Noveller; (43) 1921–1930
- Den andre; 1928
- Kärlek genom ett fönster; (13), 1929

### Dramatik
- Ungdomsdramatik
  - Förrädare; möjligen 1904
  - Maria, Jesu moder; läsdrama, 1905
  - Familjens renhet; 1906
  - I Italien; senvåren 1906
  - Väntan; våren 1907
  - Fru Vendlas kedja; 1907
  - Stjärnenatt; 1907
  - Det underbara leendet; 1907
- Eva; 1908
- Parisina; 1908, omarbetat 1911
- Snödropparna; 1911
- Lönngången; 1912
- Fusk; troligen 1915
- Falska papper, 1916
- Spelhuset; möjligen 1917
- Marionettspel; 1915-17
  - Dödens arlekin
  - En skugga
  - Herr Sleeman kommer)
- Ett experiment; 1917
- Friarna på Rockesnäs; 1918
- Lodolezzi sjunger; 1918
- Sagan; 1919
- Skandalskrivaren; 1919
- Vävaren i Bagdad, före 1923
- Porten; före 1923
- Swedenhielms; 1923
- Dollar; 1926
- Döden som läromästare; 1926
- Patrasket; 1928
- Ett proverb – B.B.-novellen; 1928
- Markurells i Wadköping; scenversion 1929
- Ett festspel; 1929, tillägnat Stockholmsutställningen 1930

### Radiodramatik
- Två kors; utsänd 1927
- Avsked; utsänd 1929
- Ösvi kontra Babylon; utsänd 1929
- Dans; utsänd 1930
- Tankar om funktionalism; utsänd 1930
- Gök eller muntergök; 1930, utsänd 1930
- Bakom masker; 1930, ej utsänd

### Filmnoveller
- Gycklaren
- Mästerman
- Vem dömer?
- Labyrinten
- Ryskt
- Kärleken och döden
- En löjtnantsspoling
- En historia från Sicilien
- Påskliljor
- Den flygande holländaren
- En perfekt gentleman

### Barn och ungdom
- Junker Erik; 1908
- Nya sagor (14); 1924
- Sagor (36); 1909–1927

### Översättning
- Tusen och en natt (översättning Hjalmar Bergman (del 1–3), Ernst Lundquist (del 4–5, 8–10) och Richard Hejll (del 6–7), Bonnier, 1918–1923)

### Övriga verk
En volym av den Edfeltska utgåvan är ägnad åt Kåserier och kritiker. Här ingår bl.a. det kända kåseriet Örebrobekanta och bekanta örebroare, först publicerat i Svenska Turistföreningens årsskrift 1930. Vidare ingår en uppsats om Påvinnan Johanna, först tryckt i Vi och vårt 1910. Slutligen ska nämnas uppsatsen Försök till försvar för villa, tryckt i Risebergaboken 1931.
En annan volym är ägnad åt Skisser och berättelser 1905–1912. Här ingår olika kortare verk och noveller som publicerats i tidskrifter och julpublikationer.

## Priser och utmärkelser
- De Nios stora pris 1926